# Uziel Maltez
Uziel Maltez (Arraiján, 20 de marzo de 2002) es un futbolista panameño que juega como mediocampista en el CD Universitario de la Primera División de Panamá.

## Trayectoria

### CA Independiente
Se formó en las categorías inferiores del Club Atlético Independiente de La Chorrera. Con el segundo equipo jugó el Torneo Apertura 2021 Liga Prom llegando hasta semifinales de la conferencia oeste, su debut profesional fue el 21 de marzo de 2021 en la victoria 1 a 0 contra el Deportivo del Este en el Estadio Agustín Muquita Sánchez siendo suplente entrando al minuto 72 por Martín Morán. En el Torneo Apertura 2021 jugó 2 partidos y anotó 1 gol llegando hasta los playoff, en la Liga Concacaf 2021 jugó 2 partidos quedándose en los octavos de final, en el Torneo Clausura 2021 jugó 17 partidos y anotó 3 goles llegando hasta los playoff, en el Torneo Apertura 2022 jugó 15 partidos llegando nuevamente a los playoff, salió de campeón del Torneo Clausura 2022 en donde jugó 12 partidos, fue bicampeón del Torneo Apertura 2023 en donde jugó 15 partidos.

### Umecit FC
El 3 de julio de 2023 fue anunciado como nuevo jugador del Umecit FC. Debutó con el club el 22 de julio de 2023 en la derrota 0 a 1 contra San Francisco FC en el Estadio Rafael Rodríguez en donde fue titular jugando hasta el minuto 51. En el Torneo Clausura 2023 jugó 12 partidos.

## Selección nacional

### Categorías inferiores
El 23 de mayo de 2022, fue llamado a la selección sub-21 de Panamá para disputar el Torneo Maurice Revello celebrado en Francia en donde jugó 2 partido quedando en séptimo lugar.

### Selección absoluta
Su debut con la selección absoluta el 12 de marzo de 2023 en el empate 1 a 1 contra Guatemala en el PayPal Park en un partido amistoso en donde fue suplente y entró al minuto 94 por Edgardo Fariña.

### Participaciones en selección nacional
| Copa                        | Categoría | Sede    | Resultado | Partidos | Goles |
| --------------------------- | --------- | ------- | --------- | -------- | ----- |
| Torneo Maurice Revello 2022 | Sub-21    | Francia | 7.º lugar | 2        | 0     |

## Clubes
| Club             | País   | Año           |
| ---------------- | ------ | ------------- |
| CA Independiente | Panamá | 2021-2023     |
| Umecit FC        | Panamá | 2023-2024     |
| CD Universitario | Panamá | 2025-presente |

## Palmarés

### Títulos nacionales
| Título           | Club             | País   | Año    |
| ---------------- | ---------------- | ------ | ------ |
| Primera División | CA Independiente | Panamá | 2022-C |
| Primera División | CA Independiente | Panamá | 2023-A |